# 1884年大西洋飓风季
1884年大西洋飓风季是有纪录以来第三个、也是最后一个所有热带气旋都达到飓风强度的大西洋飓风季，之前两个分别是1852和1858年大西洋飓风季。本季共形成四个热带气旋，其中三个曾经登陆。第一场风暴于9月1日在西北大西洋上空出现，最后一场飓风在10月17日后失去踪影，都在大西洋盆地每年绝大多数热带天气活动的时间范围内，飓风季中还曾有两个气旋同时存在。第一号飓风于9月2日吹袭纽芬兰岛，但造成的影响缺乏记载。第二号飓风于9月3日形成，自始至终没有影响陆地。第三场飓风袭击乔治亚州的同时，产生的大浪还对佛罗里达州北部构成破坏。最后一个气旋在牙买加产生暴雨，导致八人丧生，还令巴哈马及古巴的部分农作物和船只受损。不过考虑到当时缺乏包括气象卫星在内的现代观测手段，基本上只有那些在海上遇到船只或是吹袭有人类居住陆地的风暴才有文献记载，所以实际形成的热带气旋可能更多。气象学家克里斯托弗·朗诗（Christopher W. Landsea）估计，1851至1885年间实际形成的风暴数量可能比数据库中要多零到六场。
这年飓风季的活跃程度还经累积气旋能量指数反映出来，数值为72。大致来说，气旋能量指数通过飓风强度和持续时间计算，强度越高、持续时间越长的风暴，其指数也相应越高。只有在热带天气系统风速达到或超过每小时63公里（34节）或热带风暴强度时才会计算该指数，并纳入全面的气象公告，并且亚热带气旋的指数不会计入累积数值。

## 风暴

### 第一号飓风
协调世界时9月1日凌晨0点，“内布拉斯加号”（State of Nebraska）汽船在百慕大和加拿大塞布尔岛之间的中途海域附近发现本季首场风暴，起初测得每小时130公里的持续风速，相当于现代萨菲尔-辛普森飓风等级下的一级飓风强度。9月1日晚，“恩格尔伯特号”（Engelbert）三桅帆船的桅杆横梁在飓风中失落，被迫改道向塞布尔岛以东洋面行驶。此外，还有“纳夫帕克托斯号”（Naupactus）船只遭遇大浪，装载的部分货物落水。9月2日清晨，气旋减弱成热带风暴，之后不久就从纽芬兰岛东南部登陆。风暴加速向东北移动，于9月3日凌晨0点左右在圣约翰斯东北方向约740公里海域转变成温带气旋。温带残留向东北偏东移动，经过大西洋并袭击爱尔兰岛，最终于9月6日晚逐渐消散。飓风季过后的一个多世纪里，这场风暴都没有加入大西洋飓风数据库，直到1996年再根据气象学家何塞·费尔南德斯-帕塔加斯（Jose Fernandez-Partagas）和亨利·迪亚兹（Henry Diaz）的研究结果列入。

### 第二号飓风
9月3日凌晨0点，“坎佩罗号”（Campero）三桅帆船在法属圭亚那的开云东北方向约1370公里洋面发现又一场热带风暴。气旋向西北偏西移动，于9月5日强化成一级飓风。“科马洛号”（Comalo）三桅帆船因风暴受损，抵达圣托马斯岛时船体已经进水，主桅杆也已折断。到了9月6日中午，气旋已增强成二级飓风，次日清晨又在蜿蜒向东北移动期间达到三级飓风标准。
9月7日中午12点，风暴达到风力时速185公里、最低气压957毫巴（百帕，28.3英寸汞柱）的最高强度。次日清晨，气旋强度又回落到二级飓风水平。9月12日凌晨0点左右，风暴减弱成一级飓风。次日，气旋开始加速向东北移动。9月14日，“马赛号”（Marseille）汽船遇到风暴并受到破坏。9月15日中午，飓风已减弱成热带风暴，并于9月16日晚在爱尔兰西南偏西方向约925公里海域消散。

### 第三号飓风
9月10日清晨，“帕拉特卡市号”（City of Palatka）汽船在佛罗里达州卡纳维拉尔角东北偏东约140公里洋面遇到热带风暴。气旋向西北前进，于9月11日凌晨1点以持续风速每小时75公里强度从乔治亚州麦金托什县乡下登陆。数小时后，风暴弱化成热带低气压。9月12日晚，气旋进入大西洋，并且很快就重新增强成热带风暴。此后气旋向东南移动，之后又转向东进，同时还在缓慢增强。到了9月14日，风暴已转向南下并达到一级飓风标准。9月15日，气旋蜿蜒朝西南偏西前进，但次日又恢复南下趋势。
9月17日，飓风开始加速向东北偏东移动，再于9月18日转向东北。早上6点左右，气旋达到最大持续风速每小时150公里，最低气压979毫巴（百帕，28.9英寸汞柱）的最高强度。9月20日凌晨0点，风暴在加拿大圣约翰斯以东约925公里洋面转变成温带气旋。9月15至18日，佛罗里达州圣约翰斯县的圣约翰斯（St. Johns）海潮异常高涨，对码头和海上运输构成相当程度破坏，此时风暴早已离开美国东南部进入大西洋。

### 第四号飓风
10月7日，“西恩富戈斯号”（Cienfuegos）汽船在京斯敦东南偏南约190公里的加勒比海发现本季最后一个热带气旋。风暴当天在牙买加降下暴雨，导致至少八人丧生。风暴向东北偏北移动，于10月8日强化成一级飓风。次日清晨，气旋以风力时速130公里强度从现今的关塔那摩湾附近登陆古巴。穿越古巴期间，飓风于10月9日减弱成热带风暴。东方省部分地区受到严重破坏，有多人受伤。10月9日中午左右，气旋从弗兰克帕伊斯附近进入大西洋。
风暴继续北上，于10月11日再度达到一级飓风强度。巴哈马的庄稼和水果种植园受到相当程度破坏，还有多艘船只在海上失踪。载有1.2万薄式耳盐的“艾玛·霍尔号”（Emma L. Hall）双桅帆船受到气旋重创。大特克岛也受到严重影响，报导中称这是该岛25年来破坏最严重的风暴。从巴哈马北侧经过后，气旋于10月14日增强成二级飓风，并达到风力时速165公里的最高强度。此后不久，飓风蜿蜒向东北偏北前进，强度于次日回落到一级飓风标准。接下来风暴继续减弱，于10月17日弱化成热带风暴，最终在百慕大东南方向约720公里海域经过后失去踪影。